# Gare de Chevaigné
La gare de Chevaigné est une gare ferroviaire française de la ligne de Rennes à Saint-Malo - Saint-Servan, située à proximité du bourg centre de la commune de Chevaigné, dans le département d'Ille-et-Vilaine en région Bretagne.
Mise en service en 1988, c'est une halte ferroviaire de la Société nationale des chemins de fer français (SNCF), elle est desservie par des trains express régionaux TER Bretagne circulant entre Rennes et Montreuil-sur-Ille.

## Situation ferroviaire
Établie à 52 m d'altitude, la gare de Chevaigné est située au point kilométrique (PK) 389,549 de la ligne de Rennes à Saint-Malo - Saint-Servan, entre la gare de Betton et la gare de Saint-Germain-sur-Ille.

## Histoire
La voie ferrée qui traverse la commune, est mise en service par la compagnie des chemins de fer de l'Ouest le 27 juin 1864, lorsqu'elle inaugure la ligne entre Rennes et Saint-Malo. Louis Gallais, maire de la commune, envoie, le 11 juin 1906, une première demande de création d'une station.
Il faut attendre l'adhésion de la commune au district de rennes pour que ce vœu soit exaucé avec l'inauguration d'une halte SNCF le 5 septembre 1988.
Envisagé des 2004 le réaménagement et l'accessibilité de la halte est réalisé avant 2010, les accès situés à la hauteur du tablier du pont routier, sont accessibles par un escalier et par un ascenseur. le passage d'une voie à l'autre s'effectue par le pont.

## Fréquentation
De 2015 à 2023, selon les estimations de la SNCF, la fréquentation annuelle de la gare s'élève aux nombres indiqués dans le tableau ci-dessous.
| Année     | 2015   | 2016   | 2017   | 2018   | 2019   | 2020   | 2021   | 2022   | 2023   |
| --------- | ------ | ------ | ------ | ------ | ------ | ------ | ------ | ------ | ------ |
| Voyageurs | 31 216 | 35 341 | 43 305 | 45 466 | 55 765 | 49 121 | 45 317 | 75 065 | 78 469 |

## Service des voyageurs

### Accueil
Halte SNCF c'est un point d'arrêt non géré (PANG), équipé d'accès par ascenseur aux deux quais avec abris. Un parking pour les véhicules est aménagé. Elle est située dans la zone de validité des titres de transport intermodaux Unipass de Rennes Métropole,.

### Desserte
Chevaigné est desservie par des trains TER Bretagne de la ligne no 07, circulant entre Rennes et Montreuil-sur-Ille.

### Intermodalité
Située à proximité du centre ville, elle est desservie par des bus des lignes 71, 202, 222 et 223 du STAR.